# Daisyworld
Daisyworld est un modèle informatique volontairement très simplifié, simulant comment quelques boucles de rétroactions peuvent avoir pour effet une tendance à la stabilisation d'un système climatique, simplement en modifiant l'albédo qui à son tour modifie ce Vivant.
Ce modèle a été imaginé par James Lovelock pour illustrer les théories Gaia[réf. nécessaire] et répondre aux critiques virulentes de téléologie, dont faisait l'objet son « hypothèse Gaia ».
Lovelock voulait rendre compréhensible grâce à une métaphore très simplifiée l'importance des phénomènes de rétroactions entre le vivant et le climat ; un peu comme « une caricature qui esquisserait les traits essentiels du sujet », selon son explication. Daisyworld est une simulation informatique, une planète hypothétique, en orbite autour d'un soleil dont la température augmente progressivement au cours de la simulation (ce qui est le cas de notre soleil). 
Lovelock a baptisé son modèle « Daisyworld » car il utilise une planète imaginaire peuplée de pâquerettes claires et d'autres sombres entrant en compétition pour conquérir l'espace, et contribuant ce faisant à réguler la température de cette planète imaginaire. Les pâquerettes de couleur noire absorbent les calories solaires. Elles sont donc plus tolérantes au froid et couvrent l'espace quand il fait froid. Puis après un certain temps, leur albédo réchauffe le milieu au point que les pâquerettes blanches deviennent plus compétitives, mais en couvrant le sol elles augmentent l'albédo et refroidissent donc la planète, ce qui va à nouveau favoriser les pâquerettes noires, etc.
La théorie de Gaïa s'adapta bien à cette étude de simulation informatique. Ceci pouvait être réalisé à propos de la Terre en réduisant le nombre de variables environnementales à une seule, la température, et au biotope d'une seule espèce, les pâquerettes ! Lovelock affirmait que ce modèle serait la preuve mathématique qui allait réfuter toutes les critiques.

## Le modèle Daisyworld originel
Ce modèle est une représentation numérique simplifiée d'une planète comme la Terre mais sans océan, dont le climat se stabilise par l'effet de la compétition quel que soit le rayonnement incident, et qui orbite comme la Terre autour d'une étoile semblable au Soleil. Cette planète tourne sur elle-même et contient relativement peu de nuages et de gaz à effet de serre dans son atmosphère, qui compliqueraient son climat. Sur cette planète la température moyenne est uniquement déterminée par son pouvoir réfléchissant (albédo) et peut être ainsi calculée par la loi de Stefan-Boltzmann.
La biologie de Daisyworld est également très simple. Gaïa est couverte de pâquerettes qui commencent à germer dès que la température atteint 5 °C et cessent de croître au-dessus de 40 °C ; elles présentent une croissance optimale à une température de 20 °C.
La biosphère de Daisyworld contient uniquement des pâquerettes claires (blanches) et des pâquerettes sombres (noires ou colorées). Ces fleurs influencent uniquement la température de surface à travers leur pouvoir réfléchissant.
Comme dans la nature les pâquerettes sombres absorbent le plus de chaleur; les pâquerettes claires reflètent l'essentiel du rayonnement dans l'espace. Mais comment le rayonnement réfléchi par les pâquerettes individuelles peut-il affecter la température globale ?
À mesure que l'étoile devient plus lumineuse, la température moyenne à la surface de Gaïa augmente. On peut ainsi prédire l'évolution de la population des pâquerettes à mesure que la planète se réchauffe.
Ce modèle appliquant les lois classiques de la biologie et de la physique, dans l'environnement terrestre "normal" les pâquerettes peuvent répondre ou s'adapter à l'environnement physique mais ne peuvent pas le modifier. En revanche sur Daisyworld les pâquerettes peuvent altérer le climat.
Comment fonctionne la rétroaction, processus clé de cette étude ? La variable du système est régulée par deux effets qui agissent en sens opposé sur cette variable en s'inhibant réciproquement. Sur Daisyworld, la variable est la température. Le réchauffement ou le refroidissement est provoqué par les pâquerettes sombres ou claires qui s'éliminent mutuellement pour conquérir l'espace.
Concrètement, lorsque la température atteint 5 °C, toutes les graines germent. Durant la première saison, les pâquerettes sombres croissent à un rythme plus rapide que leurs cousines claires car elles absorbent plus de lumière. Envahissant tout l'espace de Daisyworld, sa surface et l'atmosphère en contact avec celle-ci se réchauffent - comme toute surface exposée au Soleil -. La composante sombre sera donc l'espèce la mieux adaptée et elle crée localement des zones chaudes qui favorisent la croissance des autres pâquerettes.
Au terme de la première saison, il y a sur Daisyworld beaucoup plus de pâquerettes sombres que de claires. Les premières dominent donc le paysage lorsque la nouvelle saison arrive. Elles grandissent, se réchauffent ainsi que leur biotope. Cette explosion de pâquerettes sombre crée une rétroaction positive ayant pour effet d'augmenter rapidement la température de Gaïa. Bientôt la planète ne contient plus que des pâquerettes sombres, leur effet cumulé augmentant la température globale au-dessus de la valeur mesurée en l'absence de toute vie.
Au fur et à mesure du réchauffement planétaire, les pâquerettes blanches finissent par se développer également, en tirant profit de ces meilleures conditions climatiques, jusqu'à ce que la planète atteigne une température d'équilibre.
Que se passe-t-il pour une température plus élevée ? Les pâquerettes blanches ne vont pas être en mesure de maintenir la température suffisamment haute pour survivre. La température ne peut pas augmenter indéfiniment, au risque de surchauffer l'atmosphère en limitant la croissance des fleurs. Même le rayonnement du Soleil ne peut dépasser la tolérance maximale supportée par les pâquerettes. À mesure que la planète vieillit, la chaleur du Soleil devient si élevée que les pâquerettes sombres finissent par mourir. Arrivé à ce stade, seules survivent les pâquerettes blanches qui parviennent toujours à stabiliser la température aux alentours de 20 °C.
Dans ces conditions d'ensoleillement extrême, seules les concurrentes claires seront avantagées, mais en raison de leur capacité à réfléchir la lumière du Soleil, elles se refroidiront aussi rapidement de même que les basses couches de l'atmosphère. À mesure que les pâquerettes blanches coloniseront Daisyworld, leur effet cumulé va provoquer une chute de la température globale bien en dessous de la valeur mesurée en l'absence de toute vie.
Sur base de cette expérience on peut en conclure que la compétition qui s'installe entre les différentes espèces de pâquerettes va porter la température moyenne de surface de Gaïa proche des valeurs offrant un maximum de confort. De cette manière, les individus, sans avoir conscience ni être concerné par le devenir de Daisyworld prise dans sa globalité, seront parvenus à contrôler l'environnement global de leur planète.
Si on tient compte des mutations dans notre modèle, en modifiant par exemple l'albédo au cours de la croissance des fleurs, on constate qu'on peut augmenter le rayonnement solaire d'au moins 20 % avant que les populations ne s'effondrent. Finalement, la chaleur émise par le Soleil sera si intense que plus aucune espèce de pâquerette ne sera capable de réguler la température et toutes les espèces disparaîtront.
Finalement, lorsque la simulation est lancée en l'absence de pâquerette, l'évolution de la température planétaire est fonction de la radiation solaire. En présence de pâquerettes, on observe un réchauffement en début de simulation et un refroidissement en fin de simulation, résultant en un équilibre thermique au cours de l'essentiel de la simulation. Ainsi, les pâquerettes modifient le climat de façon à le leur rendre plus hospitalier.

## La suite du modèle
À l'époque où Lovelock créa son modèle Daisyworld à une seule dimension, il ignorait la biologie des populations et le fait que si ce type de modèle contenait plus de deux espèces en compétition simultanée, le système était presque invariablement instable.
Ce problème sera résolu en introduisant une dépendance spatiale dans le modèle. Les températures locales T1, T2 et les albédos A1, A2 peuvent être remplacés par des champs à deux dimensions T(x,y) et A(x,y).
De cette manière l'évolution temporelle et spatiale de la température est déterminée par des équations différentielles partielles basées sur un modèle d'équilibre énergétique, l'évolution de l'albédo étant directement relié à la végétation et modélisé par l'approche de l'automaton cellulaire. Ainsi ce modèle bi ou tridimensionnel peut s'appliquer à quantité de problèmes, de la formation de calcite dans les marais microbiens à la fragmentation des habitats.
Lovelock élabora ensuite un nouveau modèle contenant entre 3 et 20 espèces de pâquerettes de couleurs différentes vivant en compétition pour conquérir l'espace de leur planète, régulant inconsciemment leur monde comme elles l'avaient fait jusqu'ici. Ces modèles informatiques comprennent des pâquerettes grises dont la couleur est identique à celle de la surface dénudée de la planète hôte. Le modèle à 10 fleurs par exemple, est aussi stable que le modèle contenant deux espèces de fleurs mais il offre l'avantage de pouvoir contrôler la température avec plus de précision.

## Intérêts de ces modèles
En incorporant l'environnement physique dans ce modèle, une variable que les théoriciens en écologie n'avaient jamais utilisée jusqu'à présent, l'instabilité inhérente qui ressortait des modèles écologiques multi-espèces s'évanouit. Dès lors on pouvait ajouter des lapins ou d'autres herbivores pour couper les pâquerettes et même des renards, pour tuer les lapins, sans éprouver la stabilité du système.
Ainsi de manière beaucoup plus indépendante que dans la première version, Lovelock trouve pour la première fois une justification théorique à la biodiversité par le biais de l'influence du nombre d'espèces sur la qualité des effets stabilisateurs obtenus sur l'ensemble de la planète. La diversité est la plus vaste lorsque la régulation de la température est la plus efficace, et la plus faible lorsque le système subit un stress : au moment où la croissance débute ou lorsque les pâquerettes souffrent de la chaleur et dépérissent. Cette découverte soutient l'idée du caractère essentiel du maintien de la biodiversité et a relancé le débat sur la biodiversité à ce sujet.
Ces modèles multi-dimensionnels montrent quelques effets remarquables :
- Les interactions locales entre les espèces en compétition conduisent à des effets globaux : sous des perturbations extérieures un comportement régulateur de la température globale s'auto-organise ;
- Le système subit une transition de phase de premier ordre : lorsque le régime entretenu est stressé, une brisure irréversible se produit immédiatement;
- En morcelant les régions (par exemple en fragmentant les comportements régulateurs) le régime se brise également.

Daisyworld ou ses variantes est un modèle et pas une recette pour mettre une planète sous air conditionné, mais il s'agit d'un modèle général qui ne se limite pas aux pâquerettes et au climat.
Depuis sa première expérience en 1982, Lovelock a créé des modèles s'attachant aux époques primitives de la Terre, l'Archéen et le Protérozoïque du Précambrien, en programmant des micro-organismes capables de réguler simultanément la composition de l'atmosphère et le climat.
Daisyworld fournit un outil puissant qui offre une explication plausible de la manière dont Gaïa fonctionne et des raisons pour lesquelles toute prédestination ou planification est inutile pour équilibrer la biosphère. Mais quelque part l'explication demeure virtuelle, s'attachant à un monde simpliste, simplement connecté et ne subissant pas l'influence anthropogénique (la colonisation humaine et ses inévitables infrastructures) qui finit toujours par morceler le paysage en différentes concentrations d'espèces ou de zones infertiles.